# دانشنامه میزان‌الحکمه
دانشنامه میزان الحکمه عنوان کتابی روایی است که توسط محمد محمدی ری شهری نگاشته شده‌است.

## چاپ‌ها
این اثر تا کنون بیش از ۲۰ باز تجدید چاپ شده و مورد توجه قرار گرفته‌است از جمله:
۱. میزان الحکمة، قم، دفتر تبلیغات اسلامی، چاپ اول،۱۳۶۲-۱۳۶۳ ش،۱۰ ج، رقعی.
۲. میزان الحکمة، ویراش جدید، قم، دارالحدیث، چاپ اول،۱۳۷۵ ش،۵ ج، وزیری.(جلد پنجم فهارس است)سال ۱۴۱۹ ق، چاپ افست آن با اوراق کمتر در بیروت در ۹ و ۱۲ جلد به‌طور جداگانه چاپ و منتشر شد.
۳. میزان الحکمة با ترجمه فارسی، ترجمهٔ حمید رضا شیخی، قم، دارالحدیث، چاپ اول،۱۳۷۷- ۱۳۷۸ ش،۱۵ ج، وزیری.(جلد پانزدهم فهارس است)این چاپ همراه با ویرایش سوم متن عربی است.
۴. میزان الحکمة، ترجمهٔ محمّد علی فاضل، لاهور، مصباح الهدی، چاپ اول،۱۴۲۶ ق، وزیری. متن عربی همراه با ترجمهٔ اردو است.
۵. منتخب میزان الحکمة، تلخیص سیّد حمید حسینی، قم، دارالحدیث، چاپ اول،۱۴۲۲ ق،۱ ج، وزیری.
۶. منتخب میزان الحکمة با ترجمهٔ فارسی، تلخیص سیّد حمید حسینی، ترجمهٔ حمید رضا شیخی، قم، دارالحدیث، چاپ اول،۱۳۸۱ ش،۲ ج، وزیری. این مجموعه در یک جلد رحلی نیز به چاپ رسیده‌است.
۷. گزیده میزان الحکمة، تلخیص سیّد حمید حسینی، ترجمهٔ حمید رضا شیخی، قم، دارالحدیث، چاپ اول،۱۳۸۱ ش،۱ ج، وزیری. بدون متن عربی است.
۸. موسوعة میزان الحکمة، قم، دارالحدیث، چاپ اول،۱۳۸۳ ش، وزیری. تاکنون جلد نخست این اثر چاپ شده‌است و پیش‌بینی می‌شود به پنجاه جلد برسد.
۹. دانشنامهٔ میزان الحکمة، ترجمهٔ حمید رضا شیخی، قم، دارالحدیث، چاپ اول،۱۳۸۴ ش، وزیری. این اثر در واقع همان موسوعة میزان الحکمة که همراه با ترجمه‌است تاکنون سه جلد آن چاپ و پیش‌بینی می‌شود حدوداً به صد جلد برسد.